# Jesús Zárate
Jesús Zárate Moreno (Málaga, Santander, 1915 - Bogotá, 1967) fue un escritor, periodista, abogado y diplomático colombiano.
Ocupó cargos en España, Estados Unidos, Cuba, México y Suecia, en las misiones diplomáticas de su país. En 1972, salta a la fama con la aparición póstuma de su segunda novela, La cárcel, que ganó insólitamente el  Premio Planeta de Novela. A raíz de este suceso, la editorial decidió modificar las bases del certamen y así impedir que en el futuro ganara el premio la obra póstuma de algún escritor español o hispanoamericano fallecido. El importe del premio lo recibieron sus hijos, quienes habían enviado el manuscrito inédito al certamen. Jesús Zárate Moreno ya había publicado en Colombia antes de morir cuatro volúmenes de cuentos.

## Obras
Cuento
- La cabra de Nubia
- Un zapato en el jardín, (1948) cuentos
- El viento en el rostro, (1953) cuentos
- El día de mi muerte, (1955) cuentos
- No todo es así, (1982) cuentos

Novela
- El Cartero, (1973) novela
- La cárcel, novela (Premio Planeta de 1972), premio póstumo.

Teatro
- Tres piezas de teatro, (2003) Obras teatrales
- Piezas teatrales: El único habitante, Automóvil en noche de luna, Cuando pregunten por nosotros, La flecha y la espada, Nuestra adorada cárcel, Obras teatrales.